# Johann Gottlieb Naumann
Johann Gottlieb Naumann, también conocido como Johann Amadeus Naumann (Blasewitz, 17 de abril de 1741-Dresde, 23 de octubre de 1801), fue un compositor y director de orquesta alemán. 

## Biografía
Estudió en la Kreuzschule de Dresde, donde fue alumno de Gottfried August Homilius. Más tarde estudió en Italia: con Giuseppe Tartini en Padua, con Johann Adolph Hasse en Venecia y con Giovanni Battista Martini en Bolonia. De regreso a su país, fue compositor de música sacra para la corte real de Sajonia en Dresde. La crisis de su país le obligó a establecerse una temporada en Italia, donde estrenó varias óperas con libreto de Pietro Metastasio: Achille in Sciro (1767), La clemenza di Tito (1769), Ipermestra (1774).
Más tarde se estableció en Suecia, donde estrenó Amphion en 1778. Fue autor de la primera ópera en sueco, Cora och Alonzo (1782) y, en colaboración con el rey Gustavo III, Gustav Wasa (1786). Pasó a continuación a Dinamarca, donde compuso la primera ópera en danés, Orpheus og Euridice (1786), basada en el libreto que Raniero di Calzabigi había escrito para Gluck. Tras regresar a Dresde, fue maestro de la música real de la corte y estrenó varias óperas, generalmente en italiano, entre las que destacó La dama soldato (1791).
Estuvo casado con Catarina von Grodtschilling, con quien tuvo dos hijos: Carl Friedrich Naumann, geólogo; y Moritz Ernst Adolf Naumann, médico y profesor.

## Obras
Ópera
- Il tesoro insidiato (1762)
- Li creduti spiriti (1764)
- L'Achille in Sciro (1767)
- Alesandro nell'Indie (1768)
- La clemenza di Tito (1769)
- Il villano geloso (1770)
- L'isola disabitata (1773)
- La villanella inconstante (1774)
- Ipermestra (1774)
- L'ipocondriaco (1776)
- Amphion (1778)
- Armida (1773)
- Elisa (1781)
- Osiride (1781)
- Cora och Alonzo (1782)
- Tutto per amore (1785)
- Gustaf Wasa (1786)
- Orpheus og Eurydike (1786)
- La reggia d'Imeneo (1787)
- Medea (1788)
- Protesilao (1789)
- La dama soldato (1791)
- Amore giustificato (1792)
- Aci e Galatea (1801)

Oratorios
- La passione di Gesù Cristo (1767)
- La morte d'Abel (1790)
- I pellegrini al sepolcro (1798)
- Betulia liberata (1805)

Obras instrumentales
- Doce sinfonías
- Seis cuartetos
- Doce sonatas